# Fume Fume
Fume Fume (Betonung jeweils auf dem u, Ausspracheⓘ) ist ein nicht-traditioneller Tanz und Rhythmus in Ghana. Dort kommt er aus der Ethnie der Ga-Adangme, die hauptsächlich in der Region „Greater Accra“ leben.

## Ursprung
Es kursieren verschiedene Versionen, wie Fume Fume entstanden ist. Laut Godson Atsu Sokpor wurde Fume Fume „von Tettey Kojo Addy gemacht, unterstützt von Mustapha Tettey Addy und seinen Brüdern in Accra in den späten 1960er Jahren und erlangte Popularität in den frühen 1970er Jahren.“
Als Grundlage dienten sowohl religiöse Tänze und Rhythmen wie auch profane Tänze und Rhythmen der Ga-Adagme: „Fume Fume ist eine Tanzart, die praktisch all ihre Instrumente und Bewegungen von traditionellen und religiösen Tänzen der Ga-Dangme übernommen hat.“
Tänze, aus denen Fume Fume kreiert wurde, sind: Religiöse Tänze: Kple, Tigari, Otu, Akon. Profane Tänze: Amedzubo/Amedzuro, Ogbandagba/Egbanegba.
Nach einer anderen Version (von dem ghanaischen Meistertrommler Emmanuel Gomado) hatte Mustapha Tettey Addy nur geringen Anteil am Rhythmus. Ein Trommler aus Teshie (nahe Accra) sollte in den Congo Krieg ziehen und suchte daher in verschiedenen Schreinen in Ghana nach höherem Schutz. Dabei lernte er viel und kreierte aus diesem Wissen Jahre später Fume Fume.

## Name
Laut Mustapha Tetteh Addy hat der Fume Fume-Tanz seinen Namen von einem Ort in der Volta Region Ghanas mit dem Namen „Fume“, der in der Nähe von Kpeve liegt.

## Rhythmus
Fume Fume gehört zu den 12/8 Rhythmen.
Die Timeline (Basispattern) wird auf der Doppelhandglocke Gankogui (oder Gangpavi „Eisen trägt Kind“) gespielt. Im Fachjargon wird diese Rhythmusfigur auch fünfschlägige 12er Clave genannt.
|: X.X.X..X.X.. :|

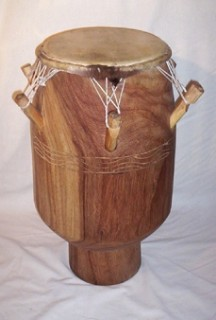
Oprente – Trommel aus Ghana

Die beiden Begleitrhythmen werden mit den Händen gespielt.
O = Open (Schlag auf Fellrand)
B = Bass (Schlag auf Fellmitte)
S = Slap (peitschenartiger Schlag zw. Fellmitte und -rand )
. = kein Schlag
|: B..OO. :|
|: O.O.S.BOO.S. :|
Der Masterpart besteht aus sechs auch im Ablauf festgelegten Parts, von denen aber Varianten existieren. Dieser Masterpart wird auf der Oprente gespielt, einer Trommel, die auch häufig für Fetischrhythmen genutzt wird.
Ursprünglich wird Fume Fume eher langsam gespielt, aber neuerdings, wie viele Rhythmen, deutlich schneller.
Glockenfigurⓘ
Glockenfigur mit Begleitstimmenⓘ

## Tanz
Der Tanz besteht (wie der Rhythmus natürlich ebenfalls) aus einem Übergangspart zwischen den einzelnen Teilen. Dabei gehen die Tänzer im Kreis und setzen die Füße im Beat. Mit den Händen klatschen sie oder machen mit der rechten Hand eine Bewegung in der Luft. Die eigentlichen Tanzparts folgen sehr genau den Trommelparts. Davon gibt es, wie oben gesagt, sechs Stück.
Da sowohl rhythmische wie auch tänzerische Strukturen in Afrika sehr variabel sind, gibt es immer wieder Änderungen und Abweichungen bei Form und Gestaltung des Tanzes.
Der Tanzpart ist aufgebaut, wie J. H. Kwabena Nketia dies für den agbeko-Tanz beschreibt:
„Er besteht aus einer Anzahl Tanzfiguren, von denen jede durch eine entsprechende rhythmische Figur, gespielt auf der Meistertrommel, eingeleitet und während der ganzen Ausführung dieser Figur beibehalten wird. Jede Figur wird ohne Unterbrechung eine Zeit lang wiederholt; sie ist mit der darauf folgenden durch eine Reihe von Bewegungen verbunden, die dazu bestimmt sind, die Tänzer in eine neue Ausgangsposition für die Ausführung der nächsten Figur zu bringen.“
Einige der Tanzbewegungen, die ja aus anderen Tänzen übernommen wurden, habe eigene Namen und Bedeutungen. „Verschiedene Bewegen in FumeFume haben Namen bekommen, die soziale Ereignisse oder Themen widerspiegeln. Alle religiösen Tanzbewegungen, die dem Fumɛfumɛ hinzugefügt wurden, wurden von traditionellen Priesterinnen ausgeführt; diese Bewegungen wurden rekontextualisiert und kodiert.“
So kann es auch heute noch passieren, dass Personen, die in bestimmte traditionell-regiliöse Rituale und Gruppierungen eingeweiht sind spontan in Trance fallen, wenn sie FumeFume hören oder selber tanzen.

## Musikinstrumente
Heutzutage wird Fume Fume auf allen möglichen Perkussionsinstrumenten gespielt, die gerade zur Verfügung stehen. Häufig wird für die Hauptstimme eine Djembé benutzt. Aber bei offiziellen Anlässen und im Original gibt es ein eigenes Instrumentarium für die Aufführung von Fume Fume:
Hauptstimme: „Fume Fume mi“ Begleitstimmen: Oprente und Ampaa. Begleitinstrumente sind: ɧoɧo (Glocke) und Shaa-to (Rassel).

## Gesang
Ein bekanntes Lied zu Fume Fume ist folgendes:
V = Vorsänger, C = Chor
V: 2x Futrema ee ee, nana futrema ee ee
V: 2x Fume, Fume, futrema futrema daya
V: 1x nana futrema ee e
C: 2x Futrema ee ee, nana futrema ee ee
C: 2x Fume, Fume, futrema futrema daya
C: 1x nana futrema ee e
Einzelne Worte bedeuten etwas in diesem Lied. „Futrema“ bedeutet Kaurischnecken (die früher ein Zahlungsmittel in Westafrika waren). Futrema ist wohl auch der Name einer lokalen Gottheit. „Nana“ ist wahrscheinlich ebenfalls eine Gottheit (Nana-Kult).